# Damnonii

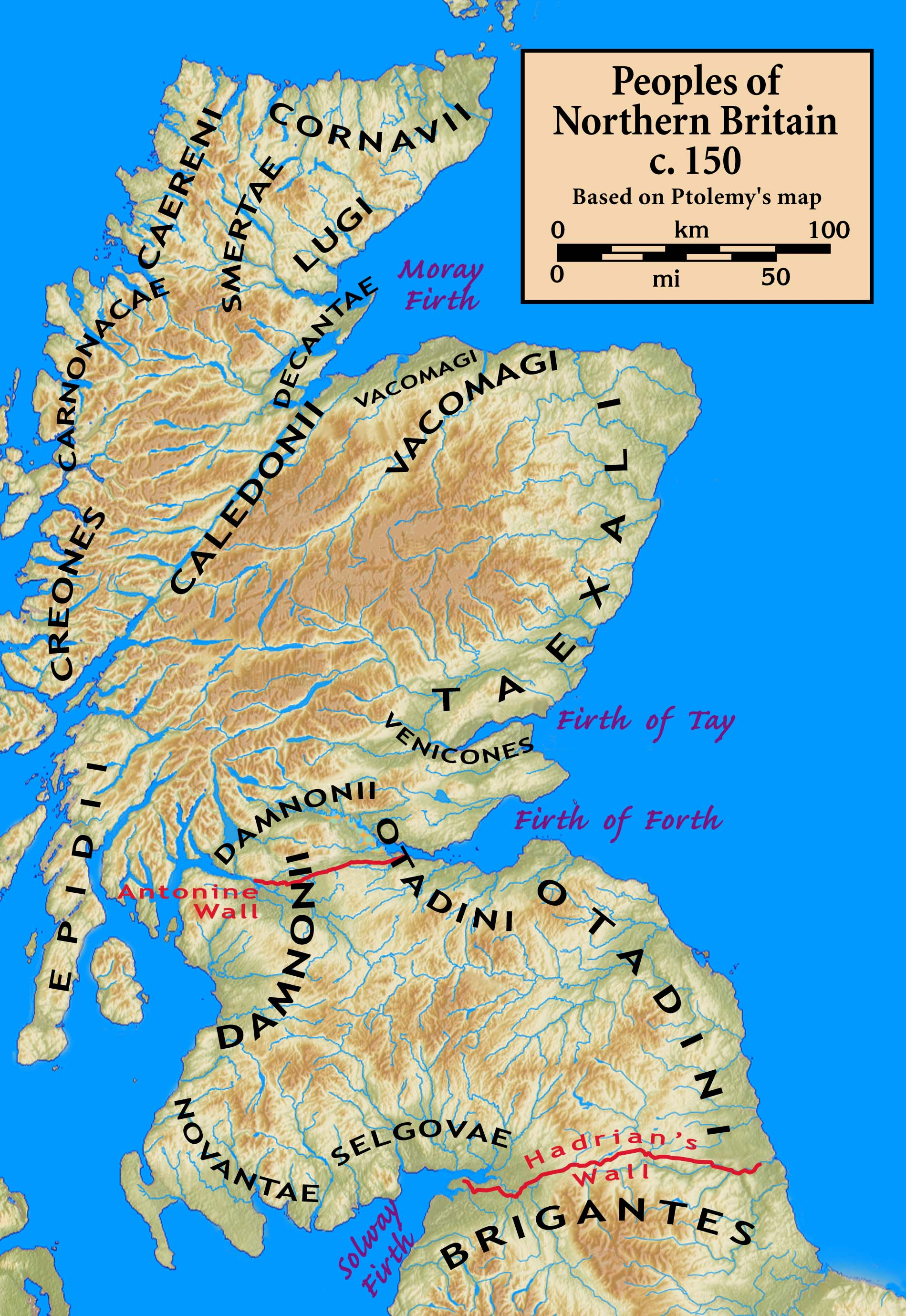
Mapa de ubicación del pueblo Damnonii.

Los Damnonii (también conocidos como Damnii) eran un grupo tribal a finales del siglo II d. C. que habitaron el sur de la actual Escocia. No deben ser confundidos con los Dumnonii que corresponde a otro grupo distinto. El geógrafo Claudio Ptolomeo hace una breve mención de ellos en su obra Geographia usando ambos nominativos, pero no existen más registros históricos. Se presupone que su perfil cultural y lingüístico pertenecía a las lenguas britónicas. No obstante, como no existe ningún registro al respecto no se descarta una influencia parcial de los Pictos.
Los ejércitos de Roma bajo el mando de Cneo Julio Agrícola ya hacían campaña y dominando la zona (al menos en la teoría) en el año 81 d. C., desde la construcción del Muro de Adriano en el año 122 d. C., pasando por el Muro de Antonino en el año 138 d. C. y hasta la retirada al Muro de Adriano en el 164 d. C. Como la Geographia de Ptolomeo se escribió en esa franja de tiempo, sus observaciones se consideran contemporáneas.
Ptolomeo menciona algunas ciudades de los Damnonii: Vanduara, Colania,  Coria, Alauna, Lindum y Victoria. No obstante, no existían formalmente ciudades en la zona en aquel tiempo, por lo que presumiblemente se refieren a campos militares romanos o localizaciones de los nativos llamados Duns (del gaélico Dún que significa fuerte o fortaleza). Pese a los esfuerzos por localizar algunas de estas ciudades, la falta de información disponible hace improbable considerar con certeza su existencia, por lo que toda investigación se basa en suposiciones. 